# ¿Quién quiere ser millonario?: Alta tensión
Cet article concerne la version originale et ses adaptations dans le monde. Pour l’adaptation française, voir Qui veut gagner des millions?. Pour la version belge, voir Qui sera millionnaire ?.

¿Quién quiere ser millonario? - Alta tensión est un jeu télévisé chilien diffusé sur Canal 13 depuis le 4 janvier 2011 et présenté par Diana Bolocco.

## Saisons
- 1re saison: 4 janvier 2011 - 1er mars 2011 (mardi et jeudi à 22h20)
- 2e saison: 4 avril 2011 - 23 décembre 2011 (lundi au vendredi à 20h00)
- 3e saison (VIP): 22 novembre 2011 - Décembre 2011 (mardi à 23h30, puis transféré au dimanche à 23h30)
- 4e saison: 5 mars 2012 - 30 novembre 2012 (lundi au vendredi à 20h00)

## Le jeu de prix
1. question • CL$50,000
2. question • CL$100,000
3. question • CL$150,000
4. question • CL$200,000
5. question • CL$250,000 (Somme garantie)
6. question • CL$500,000
7. question • CL$750,000
8. question • CL$1,000,000
9. question • CL$2,000,000
10. question • CL$3,000,000
11. question • CL$5,000,000
12. question • CL$7,500,000
13. question • CL$15,000,000
14. question • CL$30,000,000
15. question • CL$120,000,000